# Хюлтън
Хоултън (на английски: Houlton) е град в САЩ, щата Мейн. Градът е разположен на границата с Канада и е административен център на окръг Арустук. Населението на Хоултън е 5813 души (по приблизителна оценка от 2017 г.). Градът е известен най-вече като родното място на Саманта Смит.